# Jeziórko (Mazovie)
Pour les articles homonymes, voir Jeziórko.
Jeziórko (prononciation : [jɛˈʑurkɔ]) est un village polonais de la gmina de Prażmów dans le powiat de Piaseczno de la voïvodie de Mazovie dans le centre-est de la Pologne.
Il se situe à environ 9 kilomètres au nord-est de Prażmów (siège de la gmina), 10 kilomètres au sud de Piaseczno (siège du powiat) et à 27 kilomètres au sud de Varsovie (capitale de la Pologne).
Le village compte approximativement une population de 406 habitants.

## Histoire
De 1975 à 1998, le village appartenait administrativement à la voïvodie de Varsovie.